# Банатский двор
Банатский двор — подземное хранилище газа в Сербии. Является одним из крупнейших в Юго-Восточной Европе.
Коммерческая эксплуатация хранилища началась 1 октября 2011 года.
Создано на базе одноимённого истощённого газового месторождения, расположенного в 60 км к северо-востоку от города Нови-Сад. Активный объем хранения ПХГ составляет 450 млн м³ газа, максимальная производительность на отбор — 5 млн м³ в сутки. Обеспечивает дополнительную надежность экспортных поставок российского газа в Венгрию, Сербию, Боснию и Герцеговину.
В 2011 года велась проработка возможности увеличении объема «Банатский двор» до 1 млрд м³. При этом в 2011—2013 годах объём поставок в Сербию российского газа составлял около 2 млрд м³ в год. В 2013 году был подписан 10-летний контракт на поставку российского газа в Сербию в объеме до 1,5 млрд м газа в год.
В феврале 2012 года, во время аномальных морозов, подземное хранилище газа «Банатский двор» позволило компенсировать для Сербии снижение поставок газа в Восточную Европу. По данным «Сербиягаз» «Банатский двор» выдавало в день по 4 млн м³, в то время как поставки из России сократились до 8 млн м³. Также «Сербиягаз» задействовал венгерские мощности по хранению газа.
В октябре 2014 года хранилище было заполнено полностью — до 450 млн м³.
Соглашение от 2017 года предусматривало подготовку технико-экономического и финансово-экономического обоснования увеличение активного объема до 750 млн м³.

## Собственники и руководство
Соглашение о создании совместного предприятия «Банатский двор» было подписано 20 октября 2009 года Алексеем Миллером и Душаном Баятовичем. Доля «Газпрома» составила 51 %, «Сербиягаза» — 49 %.